# Austin Powers i Złoty Członek
Austin Powers i Złoty Członek (ang. Austin Powers in Goldmember) – amerykański film komediowy z 2002 roku w reżyserii Jaya Roacha. Stanowi trzeci obraz z serii opowiadającej o przygodach Austina Powersa, w rolę którego wcielił się Mike Myers. Myers zagrał również inne charaktery filmowe: Doktora Zło, tytułowego Złotego Członka, a także Grubego Drania. W pozostałych rolach wystąpili: Beyoncé Knowles, Robert Wagner, Seth Green, Michael York, Verne Troyer, Michael Caine oraz Fred Savage. Natomiast w rolach gościnnych na ekranie pojawiło się wiele sławnych postaci, w tym m.in.: Steven Spielberg, Kevin Spacey, Britney Spears, Quincy Jones, Tom Cruise, Katie Couric, Gwyneth Paltrow, John Travolta, Nathan Lane i rodzina Osbourne’ów.
Jako własna parodia serii o Powersie, Austin Powers i Złoty Członek rozpoczyna się tzw. filmem w filmie. Austin Powers ukazany jest w obrazie biograficznym zatytułowanym Austinpussy (parodia filmu o Jamesie Bondzie Octopussy), wyreżyserowanym przez Stevena Spielberga i z Tomem Cruise’em w roli Austina Powersa, Gwyneth Paltrow jako Dixie Normous, Kevinem Spaceyem jako Doktor Zło, Dannym DeVito jako Mini Ja oraz Johnem Travoltą jako Złotym Członkiem.
Goldmember jest parodią filmów o Jamesie Bondzie, Goldfinger oraz Żyje się tylko dwa razy, zawierającą poza tym elementy zaczerpnięte z Szpieg, który mnie kochał i GoldenEye.
Dochód ze sprzedaży biletów na Austin Powers i Złoty Członek wyniósł na całym świecie ponad 296 milionów dolarów.

## Fabuła

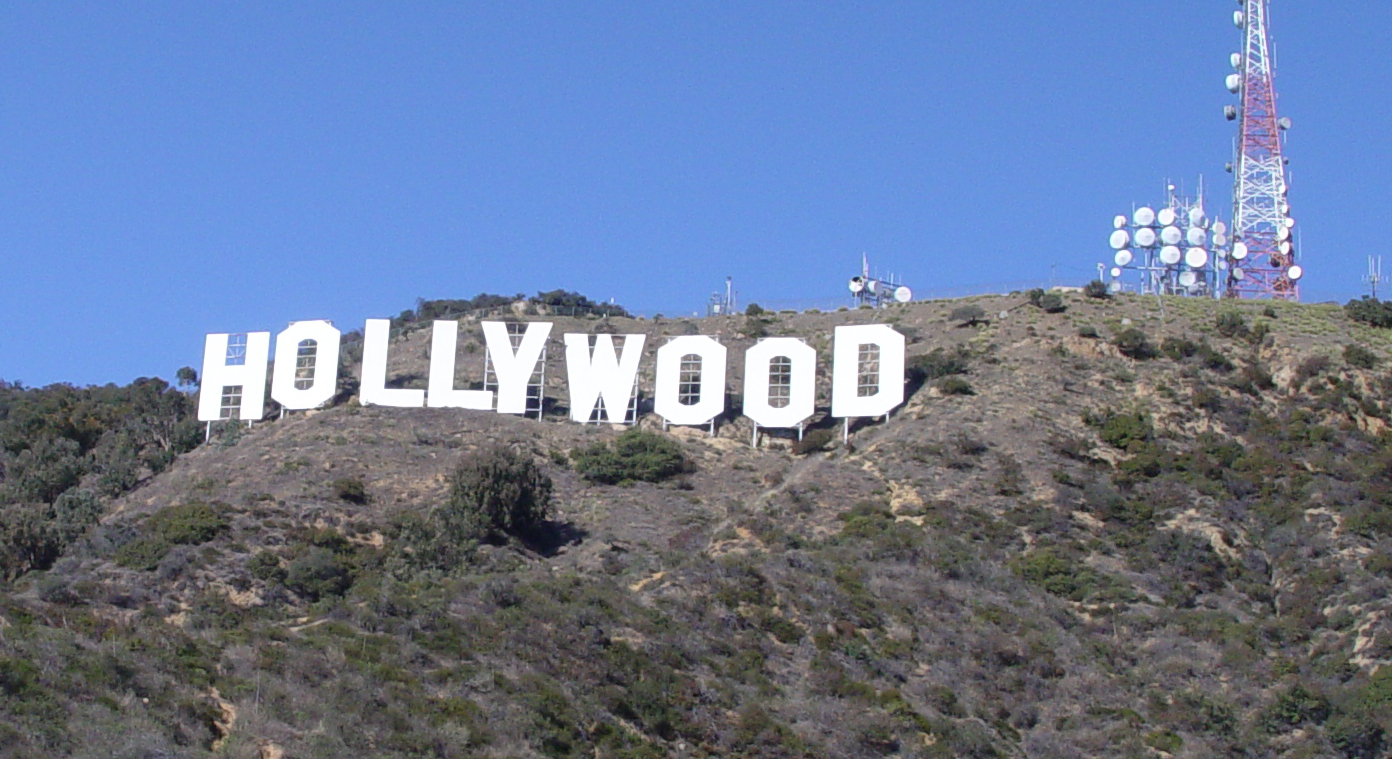
Nowa siedziba Doktora Zło znajduje się za słynnym znakiem Hollywood

W 2002 roku, w swojej siedzibie za znakiem Hollywood, Doktor Zło opracowuje swój kolejny plan. Przeniesie się w czasie do 1975 roku i sprowadzi ze sobą Johana van der Smuta, czyli Złotego Członka, który rozwinął zimną fuzję dla wiązki przyciągania. Doktor Zło chce użyć wiązki, aby ściągnąć na Ziemię meteor i spowodować globalną powódź. Plany te zostają jednak odkryte przez British Secret Service; Austin Powers aresztuje Doktora Zło i umieszcza go w więzieniu.
Austin zostaje odznaczony za swoje działania, ale jednocześnie jest zawiedziony, że jego ojciec, słynny superszpieg Nigel Powers, nie przyjeżdża na uroczystość. Później dowiaduje się, że Nigel został porwany ze swojego jachtu, a część załogi ma pomalowane genitalia złotem. W poszukiwaniu odpowiedzi Austin odwiedza w Genewie Doktora Zło, który mówi, że za wszystkim stoi Złoty Członek i pod warunkiem przetransportowania go do normalnego więzienia, gdzie byłby z Mini Ja, oświadcza, iż Złoty Członek znajduje się w 1975 roku.
Podczas podróży do 1975 roku Austin odwiedza należącą do Złotego Członka dyskotekę na rolkach Studio 69. Na miejscu spotyka Foxxy Cleopatrę, dawną sympatię oraz byłą agentkę FBI, która działa pod przykrywką w klubie. Powers ustala, gdzie znajduje się jego ojciec, jednak nie daje rady go uwolnić, gdyż wraz z Foxxy zostają przewiezieni do siedziby Złotego Członka. Przenosi on Nigela do 2002 roku, używając maszyny czasu Doktora Zło. Natomiast sam Doktor i Mini Ja wywołują zamieszki w więzieniu i, wykorzystując okazję, uciekają.
Szpieg brytyjskiego wywiadu w organizacji Doktora Zło (przedstawiony jako Numer 3) informuje Austina, że Doktor przeniósł swoją siedzibę w okolice Tokio. Powers i Foxxy lecą do Japonii, gdzie dowiadują się, że pachołek Doktora Zło, Gruby Drań, uprawia wrestling w Asahi Sumo Arena. Austin spotyka się z nim i zmusza do pomocy; Gruby Drań wyjawia mu, że japoński biznesmen, Mr. Roboto, jest powiązany z Doktorem Zło.
Nową siedzibę Doktora Zło stanowi łódź podwodna w Zatoce Tokijskiej. Złoty Członek mówi Doktorowi, że ich gwarancję bezpieczeństwa stanowi ojciec Powersa. Scott prezentuje Doktorowi nowy strój rekina złożony z laserów, w odpowiedzi na co Zło wyraża swoją miłość do syna i uznaje go za swoją prawą rękę, zastępując nim Mini Ja.
Austin i Foxxy spotykają się z Mr. Roboto, który nie jest zainteresowany miejscem pobytu Nigela. Niezadowoleni agenci infiltrują fabrykę biznesmena, gdzie do samochodu Złotego Członka instalowane są wiązki przyciągania. Roboto wręcza mu złoty klucz, który jest niezbędny do ich aktywacji. Foxxy konfrontuje się ze Złotym Członkiem, jednak ten wykorzystuje okazję i ucieka, podczas gdy Nigel zostaje uwolniony. Austin rozmawia wraz z ojcem o następnych działaniach, jednak kłótnie powodują, że każdy z nich podąża swoją drogą.
W hotelu Austina Mini Ja dopuszcza się zdrady, przechodząc na stronę wywiadu. Powers, Foxxy i Mini Ja (jako Mini-Austin) wykorzystują samochód szpiegowski Nigela w trybie podwodnym, aby dotrzeć do siedziby Doktora Zło. Na miejscu Foxxy rozdziela się z Austinem i Mini Ja, którzy przeszukują łódź.
W pokoju kontrolnym Doktor Zło ostrzega organizacje międzynarodowe globalną powodzią. Udowadnia, że nie blefuje, strącając satelitę z orbity. W odpowiedzi na sukces Roboto stawia dodatkowe wymagania, które jednak Doktor odrzuca. Scott pozbywa się Roboto, wrzucając go do zbiornika rekinów.
Austin i Mini Ja zostają zdemaskowani na pokładzie łodzi; Powers zostaje zabrany do pokoju kontrolnego, natomiast Mini Ja ucieka i spotyka Foxxy.
Doktor Zło postanawia przedstawić Austinowi swój plan nim go zabije, ale nie może znaleźć klucza aktywacyjnego. Wtedy do pomieszczenia wchodzi Foxxy z bronią w dłoni oraz zaginionym kluczem, a za nią Mini Ja, którego widok szokuje Doktora. Niespodziewanie Nigel oświadcza, że Austin oraz Doktor Zło są braćmi rozdzielonymi we wczesnym dzieciństwie, a na postawę tego drugiego miało wpływ to, że był wychowywany przez Belga oraz francuską prostytutkę. Dochodzi do pojednania między Nigelem oraz Mini Ja, którzy także są braćmi. Sytuację przerywa Scott, który stał się zły, podczas gdy jego ojciec zaczął się zmieniać na dobre. Deklaruje, że nienawidzi ich wszystkich, po czym grozi zemstą i opuszcza łódź.
Złoty Członek nadal ma zamiar zniszczyć świat, mimo że Foxxy wrzuciła klucz aktywacyjny do akwarium rekinów. Złoty Członek posiada jednak zamiennik – swojego złotego penisa. Gdy zaczyna uruchamiać wiązki Austin stara się zmienić cel, a Doktor Zło (jako Dougie) podejmuje działania, które wywołują porażenie Złotego Członka i niszczą meteor. Złoty Członek zostaje aresztowany przez Foxxy.
Wszystkie zdarzenia wykorzystane zostały przez Stevena Spielberga w filmie, w którym wystąpili: Tom Cruise jako Austin, Kevin Spacey jako Doktor Zło, Danny DeVito jako Mini Ja oraz John Travolta jako Złoty Członek. Obsada Austin Powers i Złoty Członek stanowi widownię i ogląda obraz Spielberga. Na swojej drodze napotykają Grubego Drania, który jednak okazuje się być chudy, gdyż przeszedł na dietę. Austin oraz Foxxy opuszczają kino, wymieniając pocałunki.

## Obsada
- Mike Myers – Austin Powers, Złoty Członek, Doktor Zło oraz Gruby Drań
- Beyoncé Knowles – Foxxy Cleopatra
- Michael York – Basil Exposition
- Michael Caine – Nigel Powers
- Robert Wagner – Numer 2
- Seth Green – Scott Evil
- Verne Troyer – Mini Ja
- Mindy Sterling – Frau Farbissina
- Fred Savage – Numer 3/szpieg
- Masi Oka – japoński przechodzień
- Diane Mizota(inne języki) – Fook Mi
- Carrie Ann Inaba – Fook Yu
- Nobu Matsuhisa(inne języki) – Mr. Roboto
- Aaron Himelstein(inne języki) – młody Austin Powers (od 1958)
- Josh Zuckerman – młody Doktor Zło (od 1958)
- Eddie Adams – młody Basil Exposition (od 1958)
- Evan Farmer(inne języki) – młody Numer 2 (od 1958)
- Neil Mullarkey(inne języki) – lekarz
- Tiny Lister – więzień
- Jim Piddock(inne języki) – dyrektor
- Esther Scott(inne języki) – sędzina
- Leyna Nguyen(inne języki) – prezenterka
- Jeanette Charles(inne języki) – Elżbieta II
- Brian Tee(inne języki) – japoński przechodzień („Run! It's Godzilla!”)
- Clint Howard – Johnson Ritter
- Michael McDonald – strażnik królewski
- Donna D’Errico – sprzedawczyni
- Greg Grunberg – fan
- Kinga Philipps(inne języki) – młoda pani Powers
- Scott Aukerman(inne języki) – młody Nigel Powers
- Kevin Stea – asystent reżysera Austinpussy i tancerz
- Anna-Marie Goddard – pomocniczka Doktora Zło
- Nina Kaczorowski – pomocniczka Doktora Zło
- Nikki Ziering – pomocniczka Doktora Zło
- Susanna Hoffs – Gillian Shagwell
- Matthew Sweet(inne języki) – Sid Belvedere
- Christopher Ward – Trevor Algberth
- Nathan Lane – tajemniczy mężczyzna w klubie
- Katie Couric – strażnik więzienny
- Kristen Johnston – tancerz

### Role gościnne
- Tom Cruise – on sam w roli Austina Powersa (w Austinpussy)
- Danny DeVito – on sam w roli Mini Ja (w Austinpussy)
- Gwyneth Paltrow – ona sama w roli Dixie Normous (w Austinpussy)
- Kevin Spacey – on sam w roli Doktora Zło (w Austinpussy)
- Steven Spielberg – on sam
- Quincy Jones – on sam
- John Travolta – on sam w roli Złotego Członka (w Austinpussy)
- Britney Spears – ona sama w roli Fembot (wideoklip do „Boys”)
- Ozzy Osbourne – on sam
- Sharon Osbourne – ona sama
- Kelly Osbourne – ona sama
- Jack Osbourne – on sam
- Willie Nelson – on sam
- Burt Bacharach – on sam

## Przyjęcie
Austin Powers i Złoty Członek otrzymał zróżnicowane recenzje od krytyków, otrzymując łączną notę 54% witryny Rotten Tomatoes, sumującej oceny wszystkich opinii.
Film zarobił w premierowym weekendzie w Wielkiej Brytanii 5.585.978£. W Stanach Zjednoczonych pobił rekord otwarcia dla najlepszej parodii, ustanowiony wcześniej przez inny obraz z serii o Austinie Powersie. Austin Powers i Złoty Członek przyniósł dochód 73 milionów dolarów w debiutanckim tygodniu w Stanach Zjednoczonych, a w sumie zysk w tym kraju wyniósł 213 milionów dolarów.

### Nagrody i nominacje
| Nagroda                                               | Kategoria                              | Przedmiot nominacji                              | Rezultat  |
| ----------------------------------------------------- | -------------------------------------- | ------------------------------------------------ | --------- |
| BMI Film & Television Awards                          | Najlepsza muzyka filmowa               | George S. Clinton                                | Wygrana   |
| Black Reel Awards                                     | Najlepszy debiutancki występ           | Beyoncé Knowles                                  | Nominacja |
| Black Reel Awards                                     | Najlepsza piosenka                     | Beyoncé Knowles, „Work It Out”                   | Nominacja |
| Canadian Comedy Awards                                | Najzabawniejszy męski występ           | Mike Myers                                       | Wygrana   |
| Canadian Comedy Awards                                | Najzabawniejszy scenariusz             | Mike Myers                                       | Wygrana   |
| Empire Awards                                         | Najlepszy aktor                        | Mike Myers                                       | Nominacja |
| Empire Awards                                         | Scena roku                             | Początkowa sentencja                             | Nominacja |
| Golden Satellite Awards                               | Najlepsze kostiumy                     | Deena Appel                                      | Nominacja |
| Golden Satellite Awards                               | Najlepsza piosenka                     | Beyoncé Knowles, Work It Out                     | Nominacja |
| Golden Satellite Awards                               | Najlepsze DVD                          |                                                  | Nominacja |
| Hollywood Makeup Artist and Hair Stylist Guild Awards | Najlepsza charakteryzacja fryzur       | Candy L. Walken, Jeri Baker, Susan V. Kalinowski | Nominacja |
| Kids’ Choice Awards                                   | Ulubiony film                          |                                                  | Wygrana   |
| Kids’ Choice Awards                                   | Kobieta, która najlepiej skupuje tyłki | Beyoncé Knowles                                  | Nominacja |
| Kids’ Choice Awards                                   | Ulubiony aktor                         | Mike Myers                                       | Nominacja |
| Kids’ Choice Awards                                   | Najlepszy filmowy bąk                  |                                                  | Nominacja |
| MTV Movie Awards                                      | Najlepszy komediowy występ             | Mike Myers                                       | Wygrana   |
| MTV Movie Awards                                      | Najlepszy złoczyńca                    | Mike Myers                                       | Nominacja |
| MTV Movie Awards                                      | Najlepszy debiutancki występ           | Beyoncé Knowles                                  | Nominacja |
| Saturn Awards                                         | Najlepsze kostiumy                     | Deena Appel                                      | Nominacja |
| Teen Choice Awards                                    | Najlepszy komediowy aktor              | Mike Myers                                       | Nominacja |
| Teen Choice Awards                                    | Najlepszy debiutancki występ           | Beyoncé Knowles                                  | Nominacja |

## Ścieżka dźwiękowa
Ścieżka dźwiękowa filmu wydana została 16 lipca 2002 roku. Znajdują się na niej m.in.: utwór „Hey Goldmember”, parodiujący muzykę disco lat 70., a także „Work It Out”, który jednocześnie został wydany jako pierwszy singel w solowej karierze Beyoncé Knowles. Album uzyskał  w ocenie Allmusic.
1. „Work It Out” – Beyoncé Knowles
2. „Miss You” (remiks Dr. Dre) – The Rolling Stones
3. „Boys” (remiks) – Britney Spears feat. Pharrell
4. „Groove Me” – Angie Stone
5. „Shining Star” – Earth, Wind & Fire
6. „Hey Goldmember” – Foxxy Cleopatra (Beyoncé Knowles) feat. Devin & Solange Knowles
7. „Ain't No Mystery” – Smash Mouth
8. „Evil Woman” – Soul Hooligan feat. Diana King
9. „1975” – Paul Oakenfold
10. „Hard Knock Life (Ghetto Anthem)” (remiks Doktora Zło) – Doktor Zło
11. „Daddy Wasn't There” – Ming Tea(inne języki) feat. Austin Powers
12. „Alfie (What's It All About, Austin?)” – Susanna Hoffs